# 苏瓦永城堡
47°1′28.4″N 7°0′20.41″E / 47.024556°N 7.0056694°E
苏瓦永城堡（法語：Château de Souaillon）是瑞士纳沙泰尔州科尔诺镇的一座城堡，1717年始建。城堡坐落在纳沙泰尔湖和比尔湖之间，现为酒庄。
城堡附属的巴洛克式花园别具一格，现已列入瑞士国家重要文化财产名录。